# Gerhard Domagk
Gerhard Johannes Paul Domagk (Lagow, 30 oktober 1895 – Königsfeld im Schwarzwald, 24 april 1964) was een Duits patholoog en bacterioloog, aan wie in 1939 de Nobelprijs voor de Fysiologie of Geneeskunde werd toegekend.

## Biografie
Domagk werd geboren in Lagow in de toenmalige Pruisische provincie Brandenburg als zoon van Paul en Martha Reiner Domagk. Tot zijn 14e ging Domagk naar een school in Sommerfeld, tegenwoordig Lubsko in Polen. Daarna volgde hij een opleiding in Silezië. Voor de Eerste Wereldoorlog uitbrak was hij begonnen met de studie medicijnen aan de universiteit van Kiel. Toen de oorlog uitbrak meldde hij zich vrijwillig aan als soldaat. In december 1914 raakte hij gewond, waarna hij diende in verschillende militaire hospitalen. In deze periode raakte hij diep onder de indruk van de hulpeloosheid van artsen tegen infectieziekten. Vooral het feit dat chirurgie en zelfs radicale behandelingsmethoden als amputaties geen tot weinig effect hadden raakte hem diep.
Na de oorlog vervolgde hij zijn studie en in 1921 behaalde hij zijn diploma. Hij ging werken aan de Universiteit van Greifswald, waar hij onderzoek deed naar door bacteriën veroorzaakte infecties. In 1925 volgde hij zijn professor, Walter Gross, naar de universiteit van Münster. In datzelfde jaar trouwde hij met Gertrud Strübe, met wie hij drie zoons en een dochter kreeg. In 1927 kreeg hij een baan aangeboden bij de laboratoria van IG Farben in Wuppertal.
In 1929 werd hij aangesteld als directeur van het Instituut voor Pathologie en Bacteriologie van het Duitse chemiebedrijf Bayer. Daar zette hij onderzoek voort van Josef Klarer en Fritz Mietzsch om, gebaseerd op het werk van Paul Ehrlich, verfstoffen te onderzoeken op antibiotische eigenschappen.
In 1932 deed Domagk de ontdekking waarvoor hij later de Nobelprijs zou krijgen. Hij ontdekte dat een rode kleurstof met de naam prontosil rubrum muizen en konijnen beschermde tegen dodelijke doses stafylokokken en hemolytische streptokokken. Prontosil (sulfamidochrysoïdine) wordt in het lichaam gemetaboliseerd tot de werkzame stof sulfanilamide; het werd reeds in 1908 gesynthetiseerd.
Domagk was echter niet overtuigd van de werking van prontosil in mensen en was daarom huiverig om zijn ontdekking bekend te maken. Toen zijn eigen dochter een ernstige streptokokkeninfectie opliep en de destijds gebruikelijke behandelmethode niet werkte, behandelde hij haar met prontosil. Dit bespaarde haar een amputatie van haar arm en ze herstelde volledig. Pas in 1935, nadat klinische testen door artsen positief waren, maakte hij dit bekend.
In 1939 ontving Domagk de Nobelprijs voor de Fysiologie of Geneeskunde. Hij werd door het naziregime gedwongen de prijs te weigeren omdat ze deze als 'anti-Duits' hadden verklaard nadat de Nobelprijs voor de Vrede in 1935 aan de nazi-criticus Carl von Ossietzky uitgereikt was.
Na de oorlog, in 1947, kon Domagk zijn Nobelprijs alsnog ophalen. Echter, het bijbehorende geldbedrag ontving hij niet. Volgens de regels van het Nobelfonds moet de geldprijs teruggestort worden in het fonds indien deze niet binnen één jaar na bekendmaking uitgereikt is.
Hij veranderde zijn onderzoeksveld naar tuberculose en chemotherapie tegen kanker. In 1958 werd hij professor in de Pathologische Anatomie aan de universiteit van Münster.
1901: Behring · 
1902: Ross · 
1903: Finsen · 
1904: Pavlov · 
1905: Koch · 
1906: Golgi, Ramón y Cajal · 
1907: Laveran · 
1908: Mechnikov, Ehrlich · 
1909: Kocher · 
1910: Kossel · 
1911: Gullstrand · 
1912: Carrel · 
1913: Richet ·
1914: Bárány · 
1919: Bordet · 
1920: Krogh · 
1922: Hill, Meyerhof · 
1923: Banting, Macleod · 
1924: Einthoven ·
1926: Fibiger · 
1927: Wagner-Jauregg · 
1928: Nicolle · 
1929: Eijkman, Hopkins · 
1930: Landsteiner · 
1931: Warburg · 
1932: Sherrington, Adrian · 
1933: Morgan · 
1934: Whipple, Minot, Murphy · 
1935: Spemann · 
1936: Dale, Loewi · 
1937: Szent-Györgyi · 
1938: Heymans · 
1939: Domagk · 
1943: Dam, Doisy · 
1944: Erlanger, Gasser · 
1945: Fleming, Chain, Florey · 
1946: Muller · 
1947: C. Cori, G. Cori, Houssay · 
1948: Müller · 
1949: Hess, Moniz · 
1950: Kendall, Reichstein, Hench · 
1951: Theiler · 
1952: Waksman · 
1953: Krebs,Lipmann ·
1954: Enders, Weller, Robbins · 
1955: Theorell · 
1956: Cournand, Forssmann, Richards · 
1957: Bovet · 
1958: Beadle, Tatum, Lederberg · 
1959: Ochoa, Kornberg · 
1960: Burnet, Medawar · 
1961: Békésy · 
1962: Crick, Watson, Wilkins · 
1963: Eccles, Hodgkin, Huxley · 
1964: Bloch, Lynen · 
1965: Jacob, Lwoff, Monod · 
1966: Rous, Huggins · 
1967: Granit, Hartline, Wald · 
1968: Holley, Khorana, Nirenberg · 
1969: Delbrück, Hershey, Luria · 
1970: Katz, Euler, Axelrod · 
1971: Sutherland · 
1972: Edelman, Porter · 
1973: Frisch, Lorenz, Tinbergen · 
1974: Claude, De Duve, Palade · 
1975: Baltimore, Dulbecco, Temin ·
1976: Blumberg, Gajdusek · 
1977: Guillemin, Schally, Yalow · 
1978: Arber, Nathans, Smith · 
1979: Cormack, Hounsfield · 
1980: Benacerraf, Dausset, Snell · 
1981: Sperry, Hubel, Wiesel · 
1982: Bergström, Samuelsson, Vane · 
1983: McClintock · 
1984: Jerne, Köhler, Milstein · 
1985: Brown, Goldstein · 
1986: Cohen, Levi-Montalcini · 
1987: Tonegawa · 
1988: Black, Elion, Hitchings · 
1989: Bishop, Varmus · 
1990: Murray, Thomas · 
1991: Neher, Sakmann · 
1992: Fischer, Krebs · 
1993: Roberts, Sharp · 
1994: Gilman, Rodbell · 
1995: Lewis, Nüsslein-Volhard, Wieschaus · 
1996: Doherty, Zinkernagel · 
1997: Prusiner · 
1998: Furchgott, Ignarro, Murad · 
1999: Blobel · 
2000: Carlsson, Greengard, Kandel ·
2001: Hartwell, Hunt, Nurse · 
2002: Brenner, Horvitz, Sulston · 
2003: Lauterbur, Mansfield · 
2004: Axel, Buck · 
2005: Marshall, Warren ·
2006: Fire, Mello ·
2007: Capecchi, Smithies, Evans ·
2008: Zur Hausen, Barré–Sinoussi, Montagnier ·
2009: Blackburn, Greider, Szostak ·
2010: Edwards ·
2011: Beutler, Hoffmann, Steinman ·
2012: Gurdon, Yamanaka ·
2013: Rothman, Schekman, Südhof ·
2014: O'Keefe, Moser, Moser ·
2015: Campbell, Omura, Tu ·
2016: Osumi ·
2017: Hall, Rosbash, Young ·
2018: Allison, Honjo ·
2019: Kaelin, Ratcliffe, Semenza ·
2020: Alter, Houghton, Rice ·
2021: Julius, Patapoutian ·
2022: Pääbo ·
2023: Karikó, Weissman ·
2024: Ambros, Ruvkun